# ماری شامپانی
ماری شامپانی (انگلیسی: Marie of Champagne; ح. 1174 – ۲۹ اوت ۱۲۰۴)، نخستین ملکه لاتین قسطنطنیه پس از انتخاب همسرش، بالدوین، به عنوان امپراتور لاتین قسطنطنیه بود. وی در ایام حضور همسرش در جنگ صلیبی چهارم، نایب وی در فلاندر بود.